# Bruno Söderström

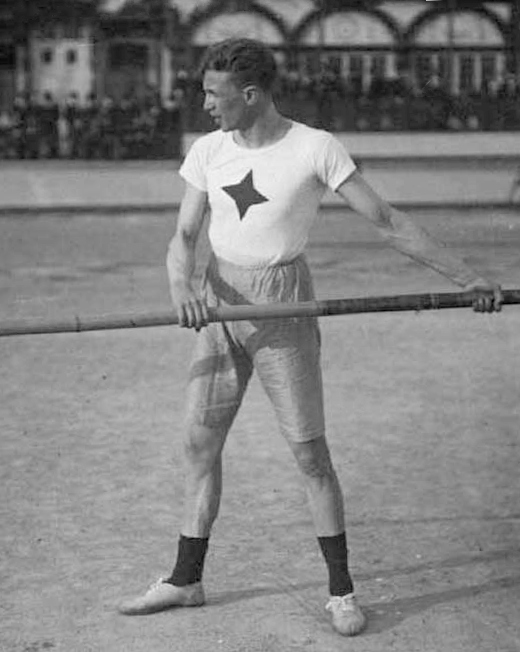
Bruno Söderström

Vilhelm Bruno Söderström (* 28. Oktober 1881 in Stockholm; † 1. Januar 1969 ebenda) war ein schwedischer Leichtathlet, der zu Beginn des 20. Jahrhunderts als Speerwerfer und Stabhochspringer aktiv war. 
Er nahm an den Olympischen Zwischenspielen 1906 in Athen sowie an den Olympischen Spielen 1908 in London teil. Geworfen wurde der so genannte „Freistil“, bei dem das Speerende mit den Fingerspitzen geführt wurde. Der damaligen Regel zufolge waren nur die drei Bestplatzierten nach der Qualifikation für die drei Finaldurchgänge zugelassen. In Athen gehörte Söderström dazu und gewann mit 44,92 m die Bronzemedaille hinter seinen beiden Landsleuten Eric Lemming (Gold mit 53,90 m) und Knut Lindberg (Silber mit 45,12 m). Zwei Jahre später in London standen zwei Speerwurf-Disziplinen auf dem Programm: Der „Freistil“ und der Stil mit dem heute üblichen Griff an der Speermitte. Söderström war für beide Disziplinen gemeldet, trat aber nur im Freistil an. Diesmal gelangte er nicht ins Finale der besten drei; seine Wurfweite ist nicht überliefert. 
Im Schatten des überragenden Eric Lemming stehend, konnte Söderström keine einzige schwedische Meisterschaft im Speerwurf gewinnen. 
Noch erfolgreicher war Bruno Söderström als Stabhochspringer. 1906 in Athen wurde er mit 3,40 Meter Zweiter hinter dem Franzosen Fernand Gonder, dies war bis 1972 der einzige Olympische Stabhochsprungwettbewerb in dem kein US-Amerikaner gewann. 1908 in London gewannen die US-Amerikaner Edward Cook und Alfred Gilbert gemeinsam Gold mit je 3,71 Meter. Dahinter erhielten drei Springer die Bronzemedaille für 3,58 Meter. Neben Bruno Söderström waren dies der US-Amerikaner Charles Jacobs und der Kanadier Edward Archibald.
1906 in Athen trat Söderström auch im Hochsprung an. Mit 1,675 Meter wurde er Sechster.